# Pédernec
Pédernec [pedɛʁnɛk] est une commune du département des Côtes-d'Armor, dans la région Bretagne, en France.

## Géographie
|          | Bégard    | Saint-Laurent |
| Louargat | Pédernec  | Plouisy       |
|          | Tréglamus |               |

## Toponymie
Le nom de la localité est attesté sous les formes Pedriac en 1160, Parochia de Pedernec en 1269, ecclesia de Pedernec vers 1330, Pidernec et Bidernec en 1330,  Pedernec en 1452 et en 1461, Pedernac en 1465, Podernec en 1516, Pedernec en 1592.
La forme la plus ancienne du nom de la commune est Pederiac en 1160, dont la finale -ac- peut laisser penser à une origine gallo-romaine développée à partir d'un fundus paterniacus, qui pourrait être rapproché de Padarnac en Pauillac. Elle peut aussi être mise en relation avec saint Patern, en breton Padern ou Pedern.
Pederneg en breton.

### Hydrographie
Pour un article plus général, voir Réseau hydrographique des Côtes-d'Armor.
La commune est située dans le bassin Loire-Bretagne. Elle est drainée par le Jaudy, le Guindy, le Théoulas et le Run en Spern,,.
Le Jaudy, d'une longueur de 48 km, prend sa source dans la commune de Tréglamus et se jette  dans la Manche en limite de Plouguiel et de Kerbors, après avoir traversé 13 communes. 

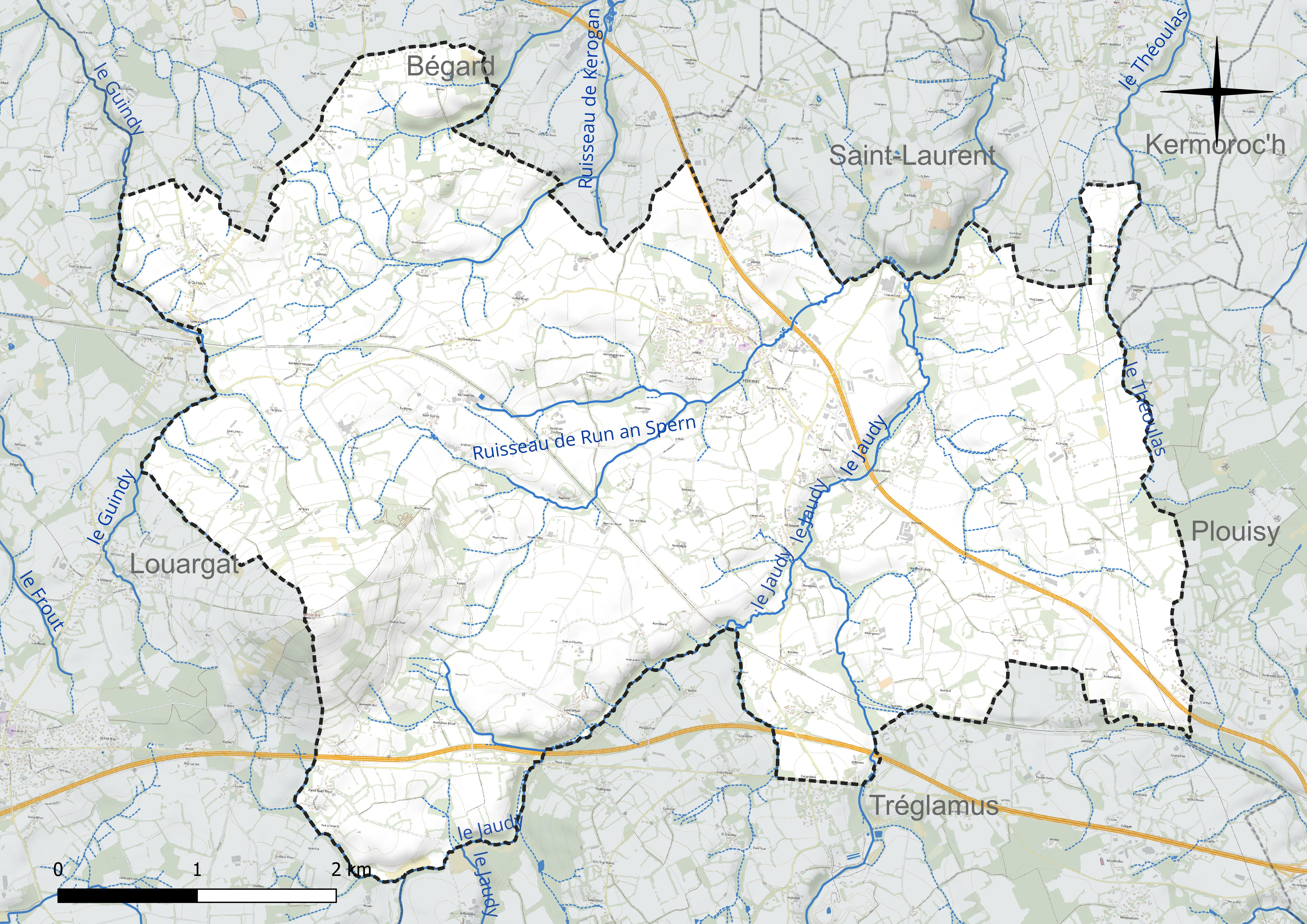
Réseau hydrographique de Pédernec.

Le Guindy, d'une longueur de 43 km, prend sa source dans la commune de Louargat et se jette  dans le Jaudy à Tréguier, après avoir traversé 16 communes. 
Le Théoulas, d'une longueur de 13 km, prend sa source dans la commune de Plouisy et se jette  dans le Jaudy à Coatascorn, après avoir traversé huit communes. 

### Climat
Pour des articles plus généraux, voir Climat de la Bretagne et Climat des Côtes-d'Armor.
En 2010, le climat de la commune est de type climat océanique franc, selon une étude du CNRS s'appuyant sur une série de données couvrant la période 1971-2000. En 2020, Météo-France publie une typologie des climats de la France métropolitaine dans laquelle la commune est exposée à un climat océanique et est dans la région climatique  Finistère nord, caractérisée par une pluviométrie élevée, des températures douces en hiver (6 °C), fraîches en été et des vents forts. Parallèlement l'observatoire de l'environnement en Bretagne publie en 2020 un zonage climatique de la région Bretagne, s'appuyant sur des données de Météo-France de 2009. La commune est, selon ce zonage, dans la zone « Intérieur », exposée à un climat médian, à dominante océanique.  
Pour la période 1971-2000, la température annuelle moyenne est de 10,9 °C, avec une amplitude thermique annuelle de 10,7 °C. Le cumul annuel moyen de précipitations est de 963 mm, avec 15 jours de précipitations en janvier et 7,8 jours en juillet. Pour la période 1991-2020, la température moyenne annuelle observée sur la station météorologique la plus proche, située sur la commune de La Roche-Jaudy à 17 km à vol d'oiseau, est de 11,8 °C et le cumul annuel moyen de précipitations est de 887,1 mm,. Pour l'avenir, les paramètres climatiques de la commune estimés pour 2050 selon différents scénarios d'émission de gaz à effet de serre sont consultables sur un site dédié publié par Météo-France en novembre 2022.

## Urbanisme

### Typologie
Au 1er janvier 2024, Pédernec est catégorisée commune rurale à habitat dispersé, selon la nouvelle grille communale de densité à 7 niveaux définie par l'Insee en 2022.
Elle est située hors unité urbaine et hors attraction des villes,.

### Occupation des sols
L'occupation des sols de la commune, telle qu'elle ressort de la base de données européenne d’occupation biophysique des sols Corine Land Cover (CLC), est marquée par l'importance des territoires agricoles (89 % en 2018), en diminution par rapport à 1990 (90,4 %). La répartition détaillée en 2018 est la suivante : 
zones agricoles hétérogènes (54 %), terres arables (24,1 %), prairies (10,9 %), zones urbanisées (7 %), forêts (4 %). L'évolution de l’occupation des sols de la commune et de ses infrastructures peut être observée sur les différentes représentations cartographiques du territoire : la carte de Cassini (XVIIIe siècle), la carte d'état-major (1820-1866) et les cartes ou photos aériennes de l'IGN pour la période actuelle (1950 à aujourd'hui).

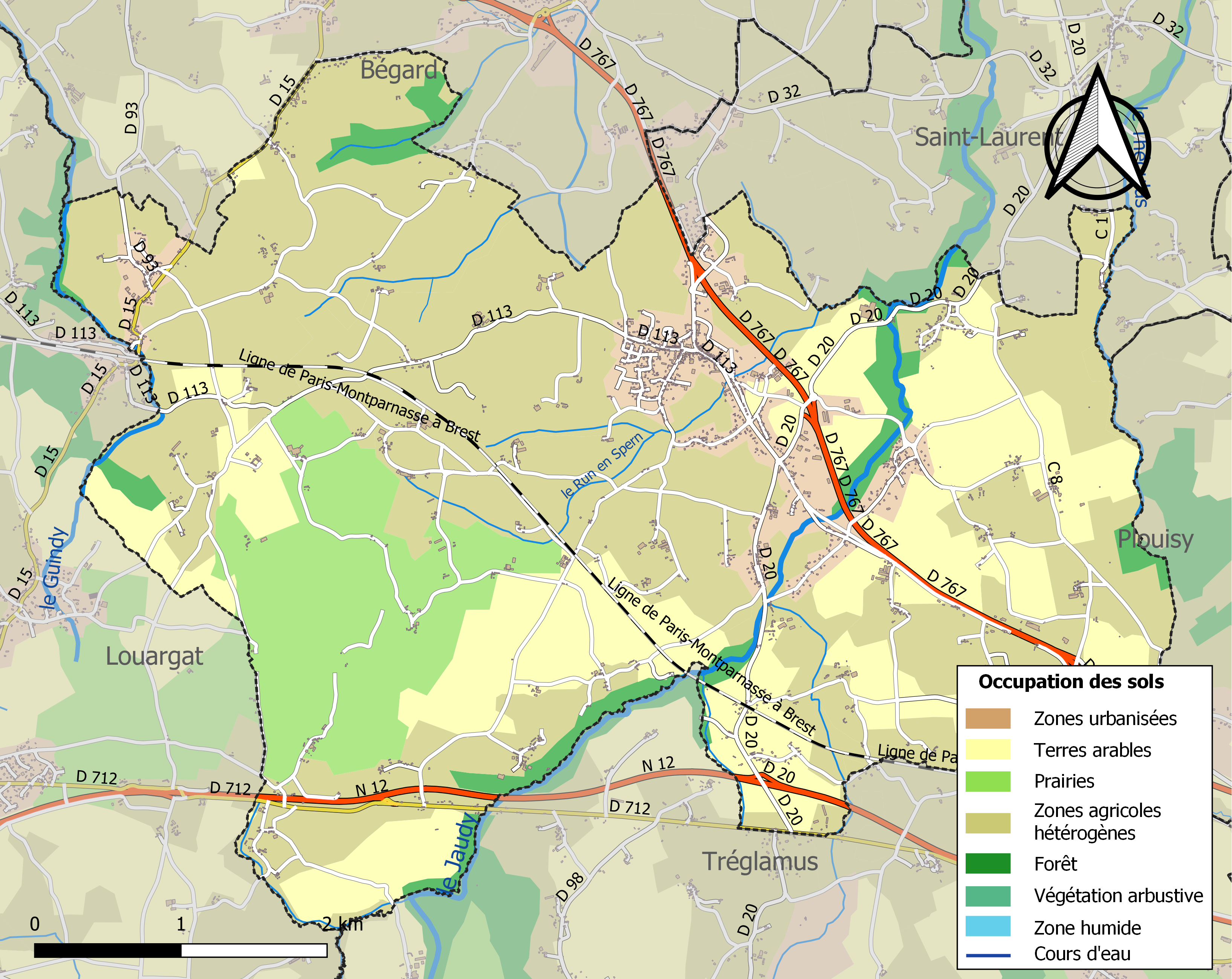
Carte des infrastructures et de l'occupation des sols de la commune en 2018 (CLC).

## Histoire

### Préhistoire
La présence humaine sur le territoire de la commune est attestée dès le Néolithique comme en témoignent le menhir de Minhir et celui du Botrain encore visibles et ceux de Pellegou et Pempoul désormais détruist ou disparus.

### Temps modernes
L'économie de Pédernec s'est spécialisée à la fin du XVIe siècle et au début du XVIIe siècle dans le tissage des toiles d'emballage destinées à protéger les colis de tissus exportés.

### XXesiècle

#### Première guerre mondiale
Le monument aux morts de Pédernec porte les noms de 151 soldats morts pour la France pendant la Première Guerre mondiale. Parmi eux, 5 soldats ou marins sont décédés dans les Balkans car ils faisaient partie de l'Armée française d'Orient, sept sont décédés en Belgique, trois alors qu'ils étaient prisonniers en Allemagne, cinq sont disparus en mer ; les autres sont décédés sur le sol français.».

#### Seconde guerre mondiale
Le monument aux morts de Pédernec porte les noms de 17 personnes mortes pour la France pendant la Seconde Guerre mondiale.

## Politique et administration

### Liste des maires
| Période                                  | Période              | Identité                       | Étiquette      | Qualité |
| ---------------------------------------- | -------------------- | ------------------------------ | -------------- | --- |
| Les données manquantes sont à compléter. |                      |                                |                | |
| 1878                                     | 1910                 | Yves-Marie Le Baudour          | Républicain    | |
| 1910                                     | 1920 (décès)         | Eugène Geffroy                 |                | |
| janvier 1920                             | juillet 1954 (décès) | Gustave Le Baudour (1876-1954) | Rad. puis SFIO | Agriculteur Chevalier de la Légion d'honneur                                                                                                 |
| 1954                                     | mars 1965            | Jean Robin                     | PSU            | Transporteur routier |
| mars 1965                                | 1967 (décès)         | Roger Carmes                   |                | |
| novembre 1967                            | mars 1983            | Jean Caradec                   |                | Agriculteur et administrateur Chevalier du Mérite agricole                                                                                   |
| mars 1983                                | juin 1995            | Jean-Claude Martin             | PS             | Fonctionnaire des finances, maire honoraire (2002)                                                                                           |
| juin 1995                                | 23 mai 2020          | Jean-Paul Le Goff              | DVD            | Électronicien retraité 3e vice-président de la CC du Pays de Bégard (2001 → 2008) 4e vice-président de la CC du Pays de Bégard (2008 → 2014) |
| 23 mai 2020                              | En cours             | Séverine Le Bras               |                | Conseillère financière |

## Démographie
L'évolution du nombre d'habitants est connue à travers les recensements de la population effectués dans la commune depuis 1793. Pour les communes de moins de 10 000 habitants, une enquête de recensement portant sur toute la population est réalisée tous les cinq ans, les populations de référence des années intermédiaires étant quant à elles estimées par interpolation ou extrapolation. Pour la commune, le premier recensement exhaustif entrant dans le cadre du nouveau dispositif a été réalisé en 2006.

En 2022, la commune comptait 1 891 habitants, en évolution de +2,27 % par rapport à 2016 (Côtes-d'Armor : +1,78 %, France hors Mayotte : +2,11 %).
| 1793  | 1800  | 1806  | 1821  | 1831  | 1836  | 1841  | 1846  | 1851  |
| ----- | ----- | ----- | ----- | ----- | ----- | ----- | ----- | ----- |
| 2 258 | 2 352 | 2 649 | 2 586 | 2 980 | 2 885 | 2 993 | 3 142 | 3 135 |

| 1856  | 1861  | 1866  | 1872  | 1876  | 1881  | 1886  | 1891  | 1896  |
| ----- | ----- | ----- | ----- | ----- | ----- | ----- | ----- | ----- |
| 3 100 | 3 145 | 3 301 | 3 150 | 3 173 | 3 143 | 3 066 | 3 038 | 3 072 |

| 1901  | 1906  | 1911  | 1921  | 1926  | 1931  | 1936  | 1946  | 1954  |
| ----- | ----- | ----- | ----- | ----- | ----- | ----- | ----- | ----- |
| 2 705 | 2 710 | 2 628 | 2 307 | 2 245 | 2 042 | 2 300 | 2 014 | 1 940 |

| 1962  | 1968  | 1975  | 1982  | 1990  | 1999  | 2006  | 2011  | 2016  |
| ----- | ----- | ----- | ----- | ----- | ----- | ----- | ----- | ----- |
| 1 712 | 1 629 | 1 527 | 1 664 | 1 633 | 1 654 | 1 797 | 1 922 | 1 849 |

| 2021  | 2022  | - | - | - | - | - | - | - |
| ----- | ----- | - | - | - | - | - | - | - |
| 1 874 | 1 891 | - | - | - | - | - | - | - |

## Lieux et monuments
- Église Saint-Pierre, inscrite aux monuments historiques depuis 1970[32].
- Chapelle Saint-Hervé du Ménez-Bré.
- Chapelle Notre-Dame-de-Lorette.
- Chapelle Saint-Maudez.
- Le site du Menez Bré.
- Menhir de Minhir, classé au titre des monuments historiques depuis 1889[33].
- Manoir de Kermathaman Braz (XVIe siècle). Le manoir se présente sous la forme de deux logis en équerre avec dans l'angle intérieur une tour d'escalier octogonal. Une première phase de construction vers 1529-1530 est complétée d'une seconde vers 1584. Les bâtiments haut d'un étage sur rez-de-chaussée, sont surmontés de combles sous une toiture à forte pente. Au rez-de-chaussée, on trouvait dans la partie la plus ancienne (grand côté du « L », une cave ou cellier, une grande salle avec fenêtre à coussièges et une cheminée à décor héraldique, une première cuisine, avec un passe-plat donnant sur la salle, transformé en chambre ou cellier, et dans le petit côté du « L » une seconde cuisine et une arrière cuisine avec un saloir en pierre et armoire murale[34]. À l'étage, dans une chambre, on peut voir une cheminée au décor flamboyant des années 1530. Une inscription peinte en lettres gothiques qui court dans les voussures des arcs de décharge de la hotte est de nos jours illisible[35].
- Souterrains gaulois de Trézéan, le site est classé partiellement au titre des monuments historiques par décret du 31 janvier 1958[36].

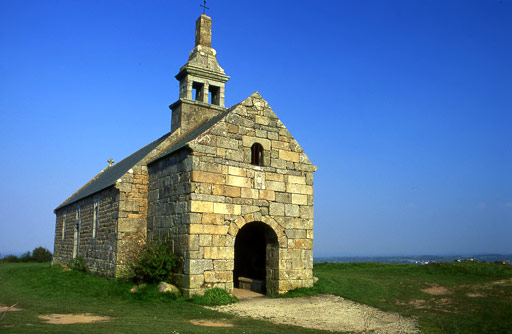
La chapelle Saint-Hervé, au sommet du Menez Bré (302 mètres).
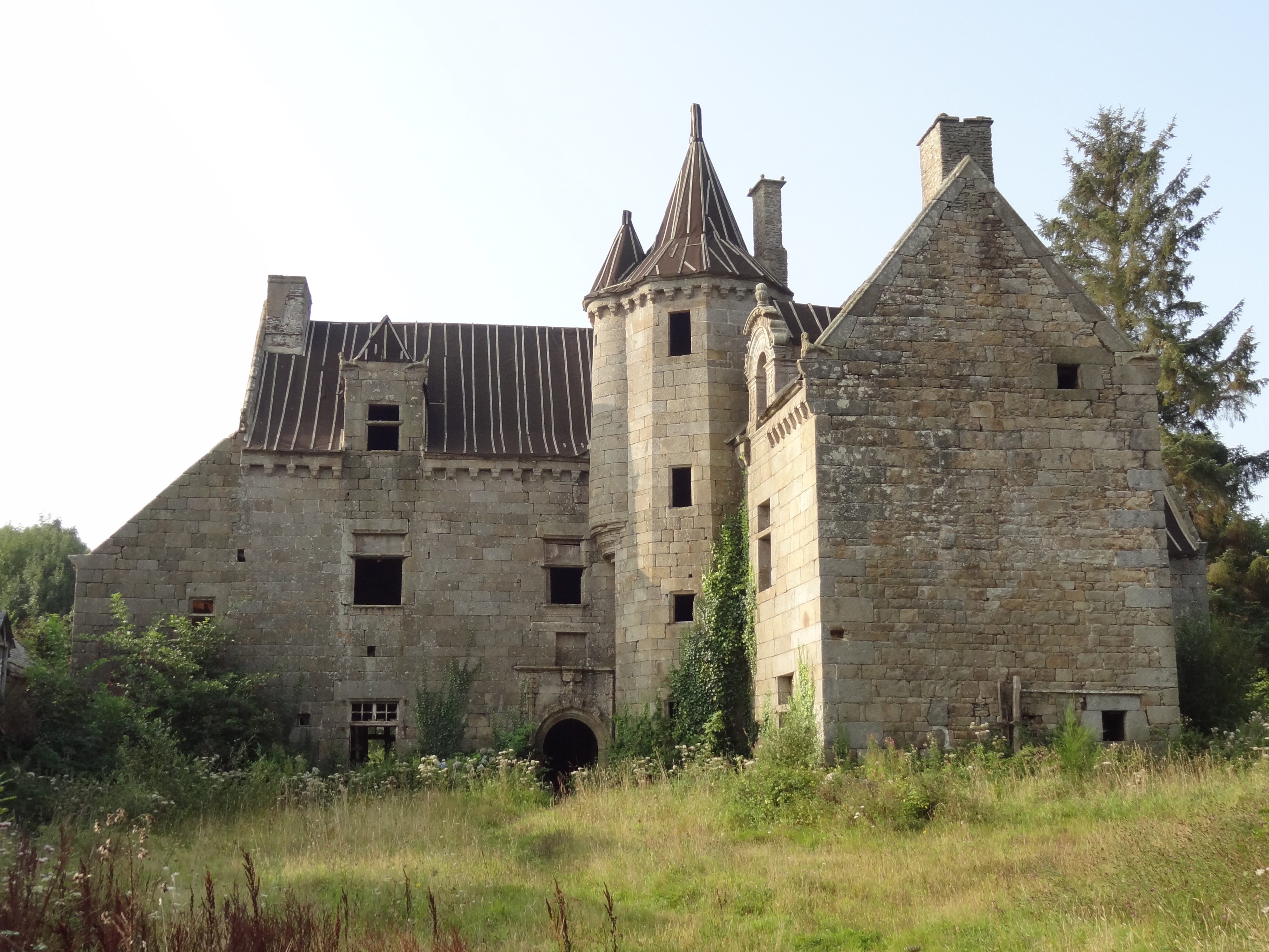
Le manoir de Kermathaman Braz.
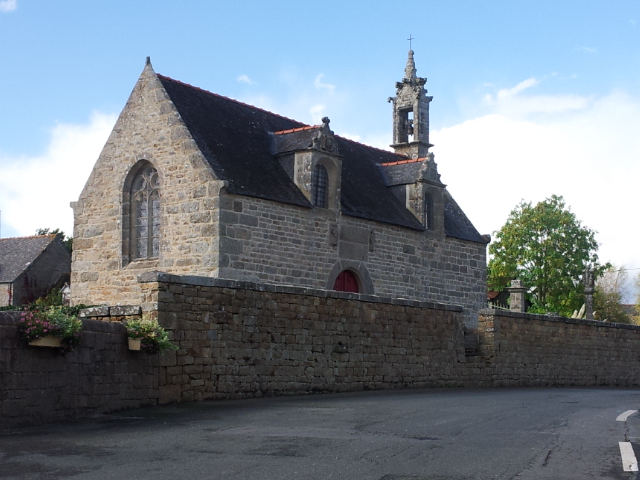
La chapelle Notre-Dame-de-Lorette.

## Langue bretonne
- En breton, la commune se nomme Pederneg.
- Le 11 septembre 2009, la charte « Ya d'ar brezhoneg », visant à prouvoir la langue bretonne au sein de la commune, y a été signée.